# جيرارد فرازير
جيرارد فرازير (بالإنجليزية: Gerard Fraser)‏ هو لاعب اتحاد الرغبي نيوزيلندي، ولد في 5 نوفمبر 1978 في Waimakariri District ‏ في نيوزيلندا.

## وصلات خارجية
- جيرارد فرازير على موقع ItsRugby.co.uk (الإنجليزية)